# Кусочек неба
«Кусочек неба» (англ. A Piece of Scy) — англоязычный художественный фильм 2022 года швейцарского режиссёра Михаэля Коха с Симоном Вислером и Мишель Бранд в главных ролях. Получил высокие оценки критиков, ряд наград и номинаций.

## Сюжет
Действие картины происходит в деревне в Альпах. У главного героя обнаруживают опухоль мозга, из-за которой он становится вспыльчивым и жестоким. Несмотря на это, жена решает остаться с ним до конца.

## В ролях
- Симон Вислер — Марко
- Мишель Бранд — Анна
- Элин Зграгген
- Даниела Барметтлер
- Йозеф Ашванден

## Релиз и оценки
Премьерный показ фильма состоялся 15 февраля 2022 года на 72-м Берлинском кинофестивале. В июле фильм показали на кинофестивалях в Гуанахуато и в Карловых Варах, в октябре — в Ванкувере, Генте и Чикаго. 1 сентября он вышел в прокат в Швейцарии, 15 декабря — в Германии.
Российский критик Антон Долин оценил «Кусочек неба» очень высоко: для него это лучшая из увиденных швейцарских картин. Елена Плахова охарактеризовала фильм как «впечатляющую альпийскую драму». На сайте-агрегаторе отзывов Rotten Tomatoes «Кусочек неба» получил рейтинг 92 % со средней оценкой 7,4 из 10. Он был номинирован на ряд фестивальных наград (в Гонконге, Бергене, Сан-Паулу, Салониках, Хайфе). Картина претендовала на «Оскар» от Швейцарии, но не была номинирована.